# Ventspils International Radio Astronomy Centre

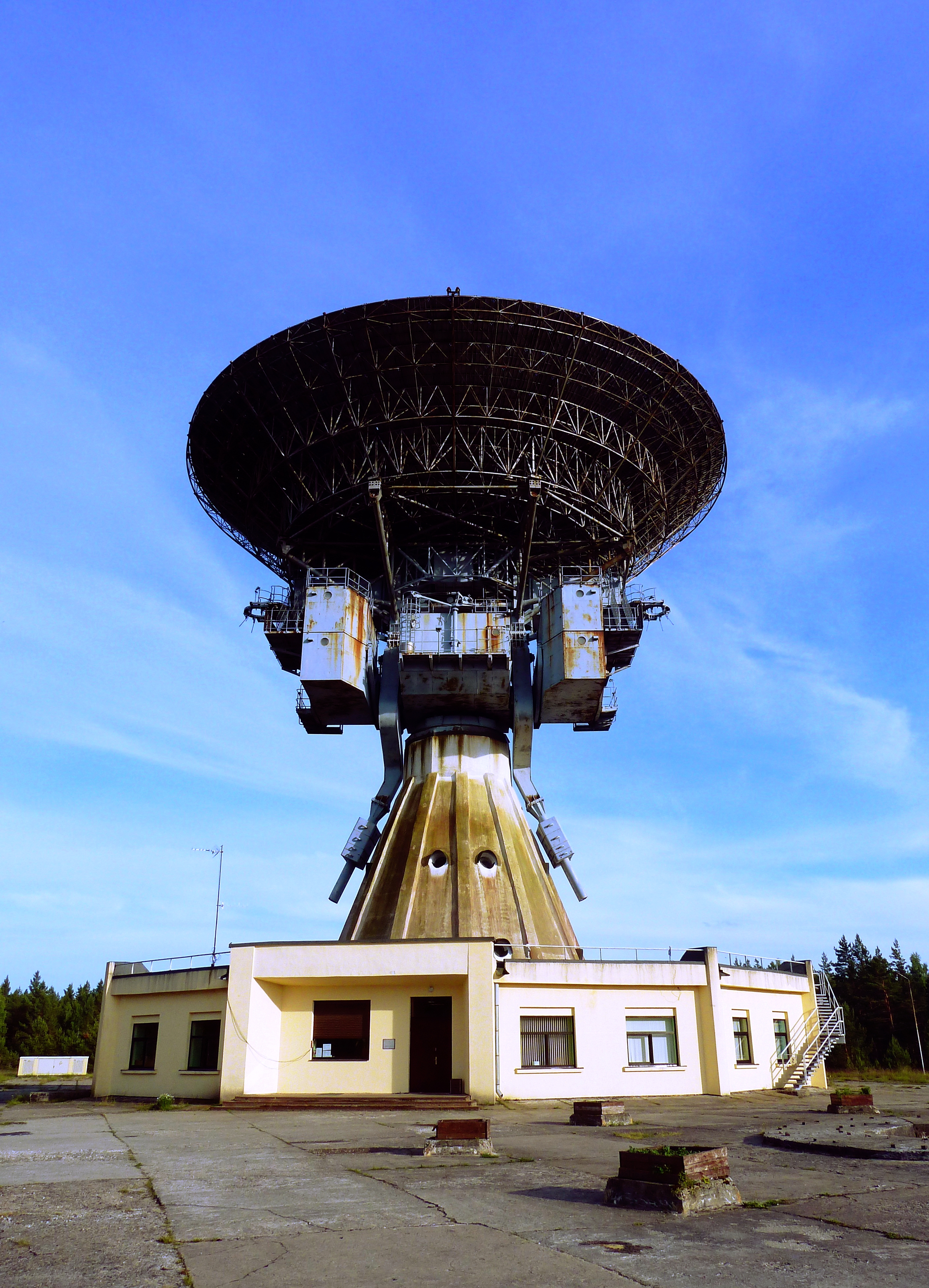
Das Radioteleskop RT-32.

Das Ventspils International Radio Astronomy Center (VIRAC, lettisch Ventspils Starptautiskais radioastronomijas centrs) ist eine Forschungseinrichtung für Radioastronomie in Irbene, Lettland.

## Geschichte
Bei der Anlage handelt es sich um eine ehemals militärischen Zwecken dienende Einrichtung der Sowjetunion. Sie befindet sich in einem ehemaligen militärischen Sperrgebiet 25 Kilometer nordöstlich von Ventspils nahe der Ostseeküste. Seit dem Abzug der sowjetischen Truppen 1994 verwendet die Lettische Akademie der Wissenschaften die Anlage für Forschungszwecke. Dazu mussten allerdings umfangreiche Reparaturen zur Behebung von vorsätzlichen Zerstörungen durchgeführt werden.

## Gegenwart
In seiner aktuellen Konfiguration besteht das Radioteleskop in der Hauptsache aus zwei voll beweglichen Parabolantennen mit 32 bzw. 16 Metern Durchmesser, eine davon zählt in Bezug auf die technischen Parameter zu den präzisesten in Nordeuropa.